# Clematis brachiata
Clematis brachiata är en ranunkelväxtart som beskrevs av Carl Peter Thunberg. Clematis brachiata ingår i släktet klematisar, och familjen ranunkelväxter. Inga underarter finns listade i Catalogue of Life.

## Bildgalleri

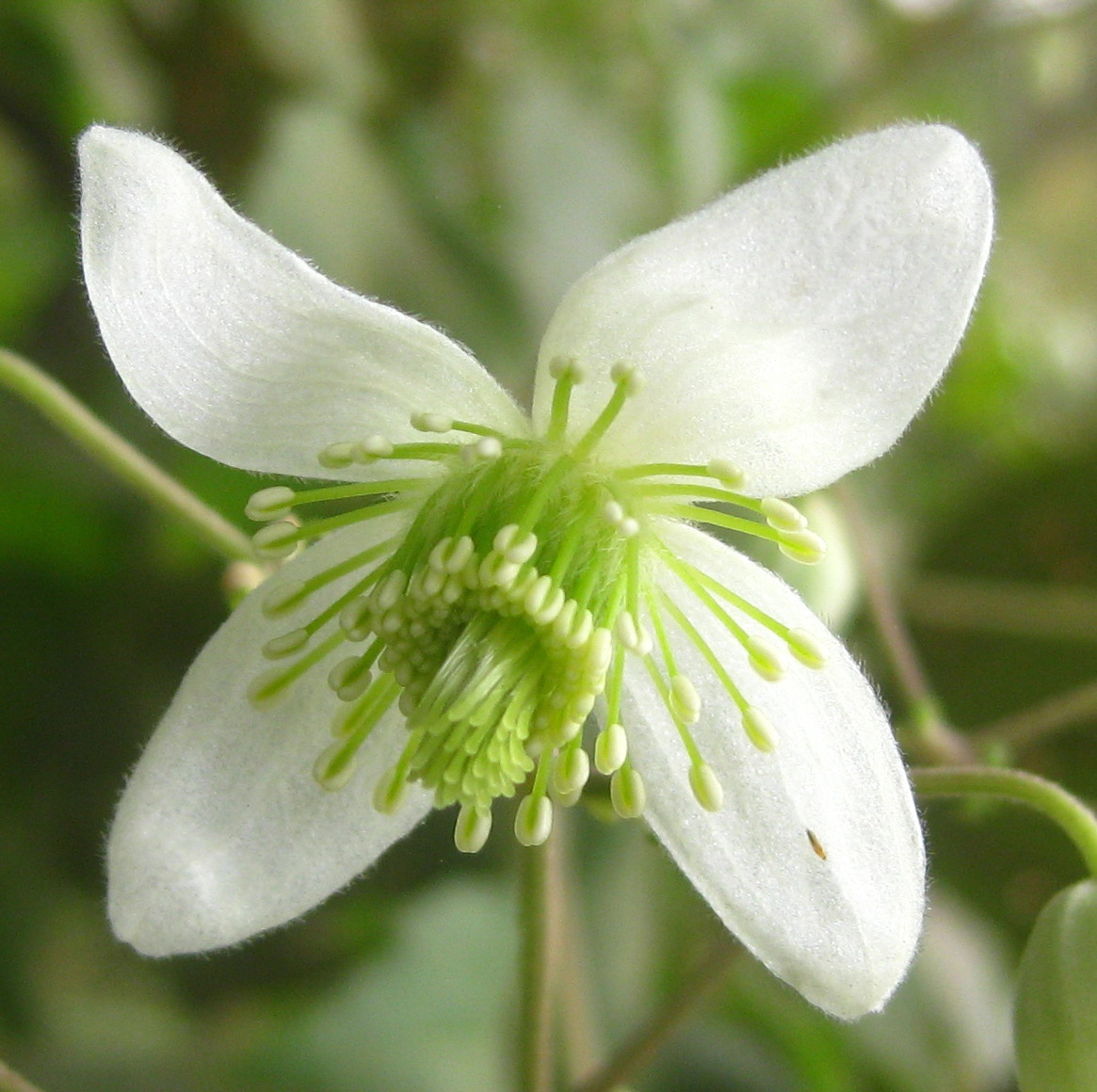
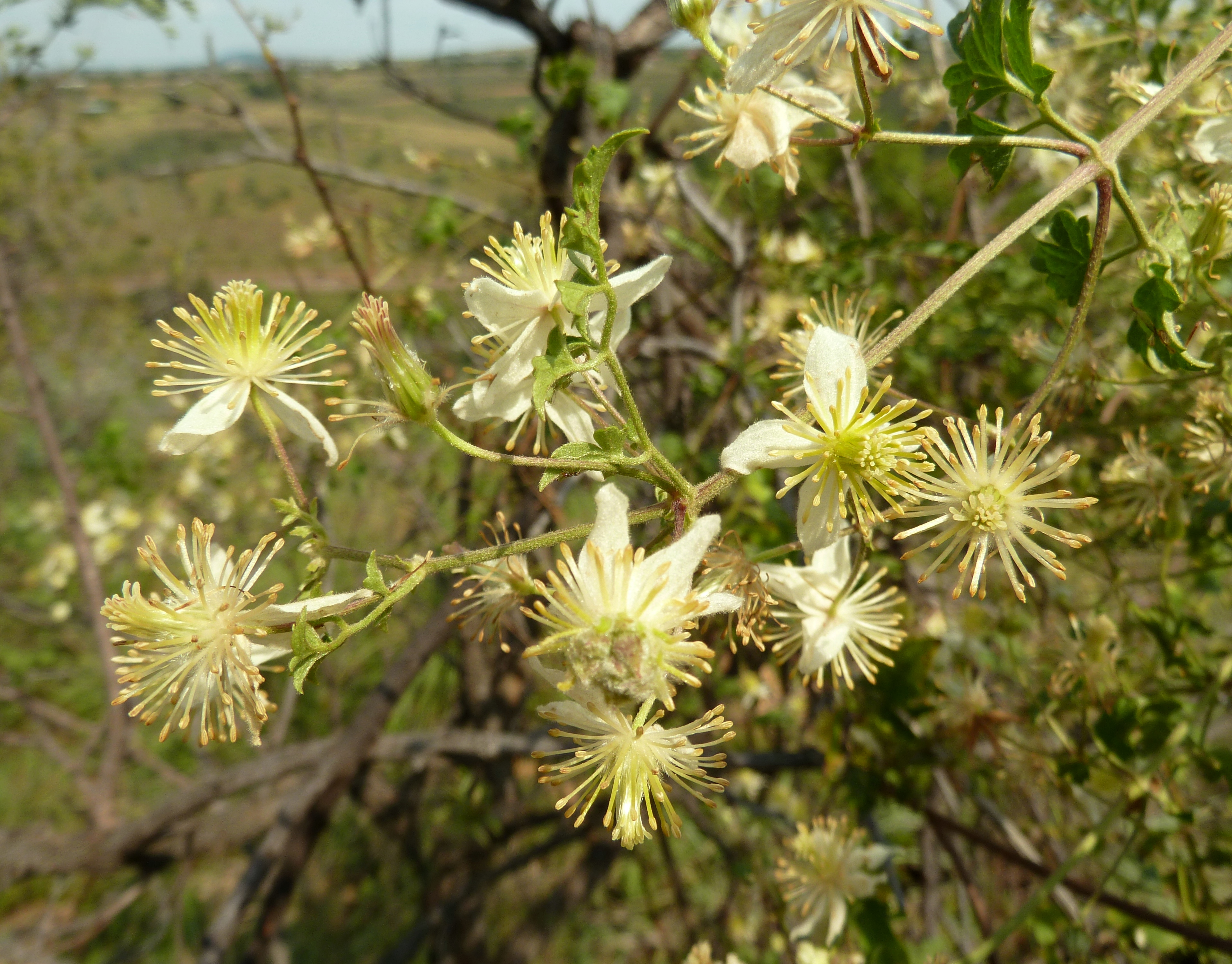
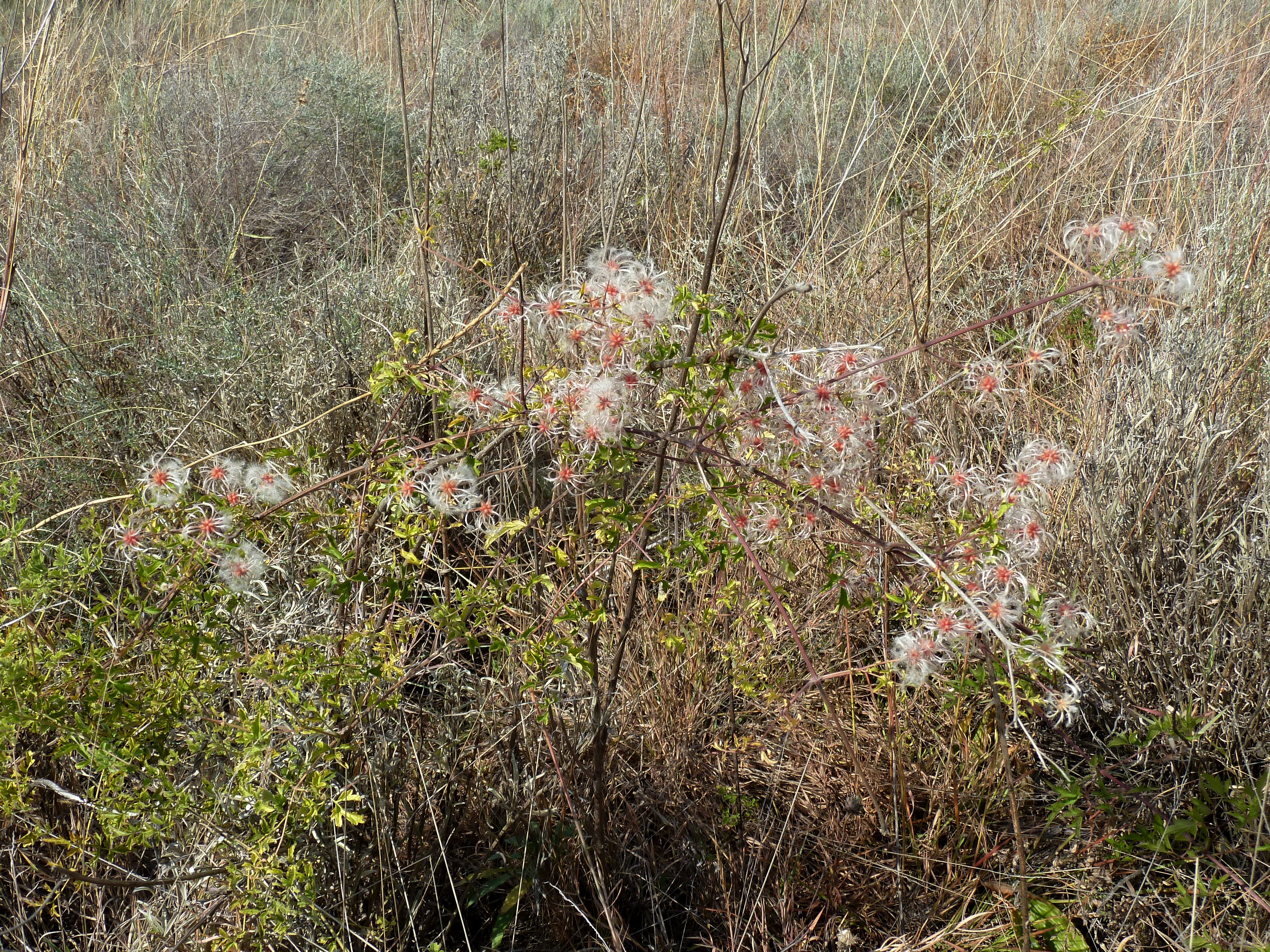
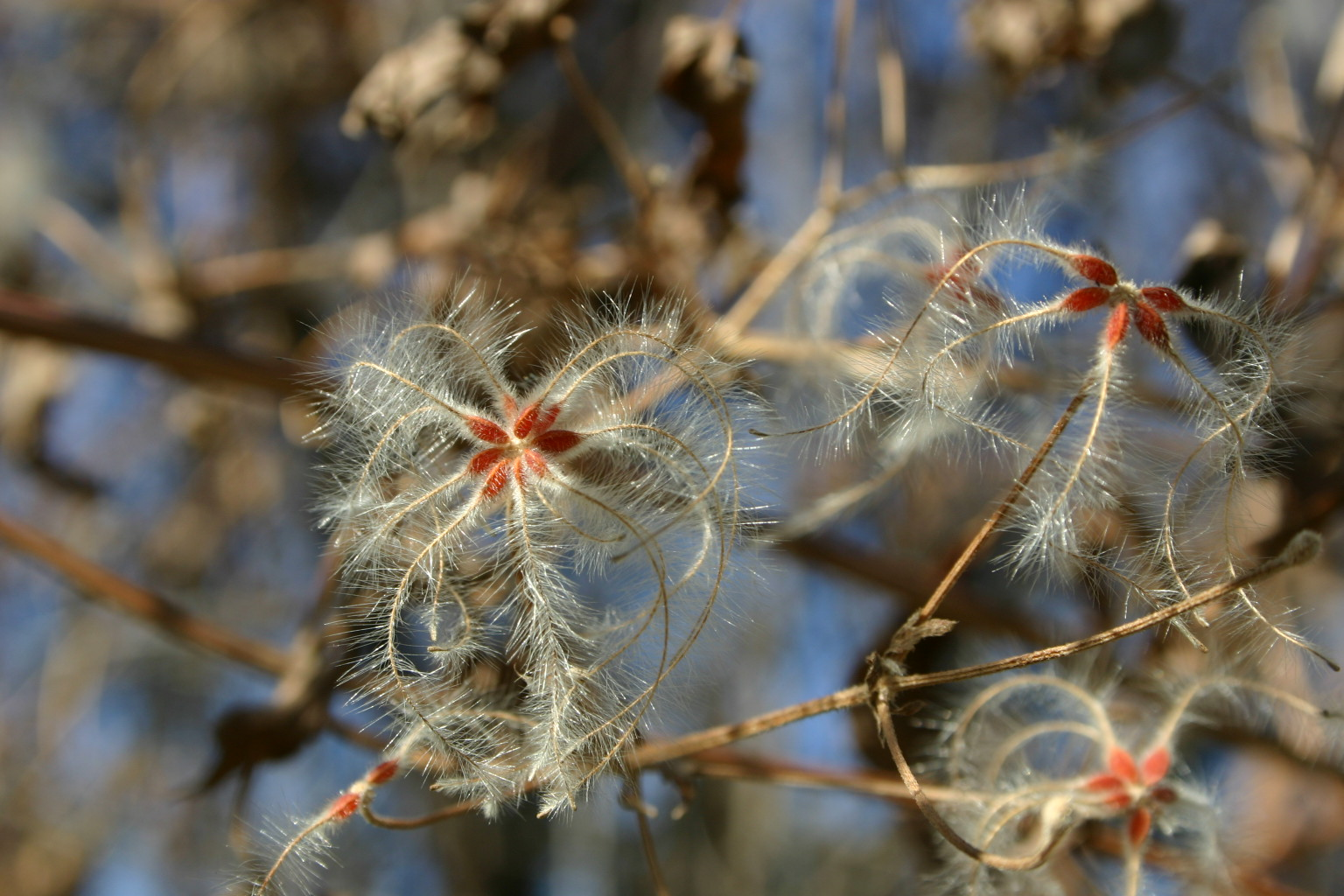